# Karl Friman
Karl Mauritz Friman (i riksdagen kallad Friman i Vara), född 11 juni 1846 i Uvereds socken i Skaraborgs län, död 20 juni 1928 i Vara, var en svensk disponent och riksdagspolitiker.
Friman blev elev vid Ryssbylunds lantbruksskola 1862. Han var från 1873 kronoarrendator i Skaraborgs län och disponent för ett mejeri 1880-1900. Inom lokalpolitiken var Friman kommunalordförande och som riksdagsman var han ledamot av första kammaren 1904-1908, invald i Skaraborgs läns valkrets.